# مكتب السجل المدني
مكتب السجل المدني أو مكتب الأحوال المدنية هو مؤسسة حكومية تختص باستخراج بطاقات تحقيق الشخصية ووثائق الحالة المدنية وغيرها من الوثائق، وتختلف تسميتها وتبعيتها من دولة إلى أخرى، ففي مصر يطلق عليها مكتب السجل المدني، وفي سوريا «أمانة السجل المدني»، وفي السعودية «مكتب الأحوال المدنية»، وفي المغرب «مكتب الحالة المدنية»، وفي عُمان «الإدارة العامة للأحوال المدنية».

## السجل المدني حسب البلد

### مصر

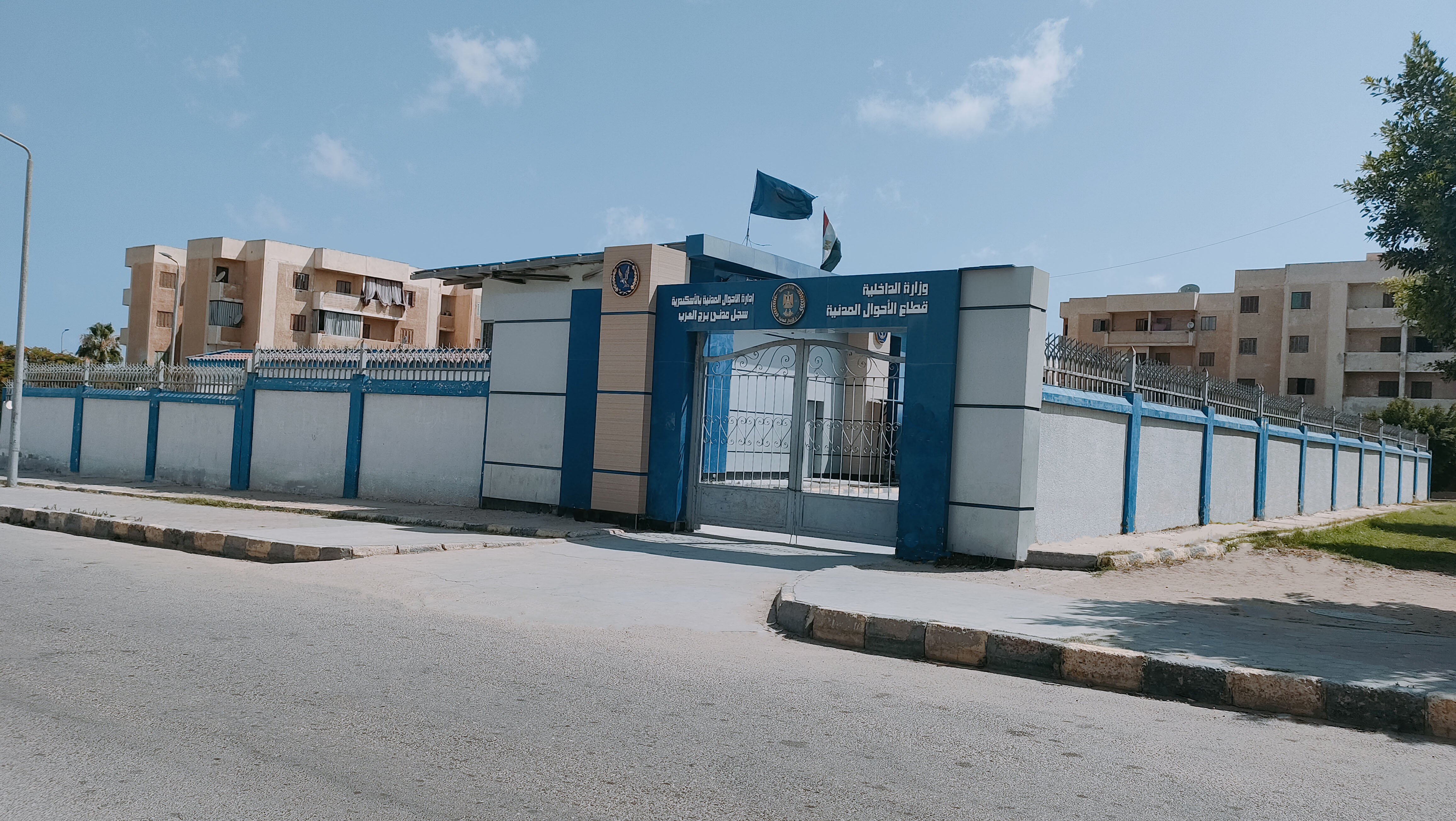
مكتب سجل مدني في مصر

هو مكتب خصوصي في مصر يتبع مصلحة الأحوال المدنية التي تعمل تحت سلطة وزارة الداخلية المصرية، ويوجد في كل مركز من مراكز الجمهورية مكتب على الأقل للسجل المدني، أما في المدن الكبرى وعواصم المحافظات فإنه يوجد أكثر من مكتب، وذلك تباعا لحجم المدينة وعدد السكان مثل<القاهرة>، ومهمته تسجيل المواليد والوفيات، وإخراج شهادات الميلاد وشهادات الوفاة، وبطاقات الهوية التي تعرف في مصر بـاسم الـبطاقة الشخصية (للأشخاص)، أو الـبطاقة العائلية (لأرباب العائلات). ومن الشهادات التي تستخرج منه كذلك شهادات القيد الفردي أو القيد العائلي. وفي غالبية مراكز الجمهورية يكون مكتب السجل المدني داخل مبنى قسم الشرطة، الذي يغلب عليه اسم المركز أو مركز الشرطة. كما أنه يمكن تسجيل المواليد والوفيات في الوحدات الصحية في الأرياف، ثم يقوم الموظفون هناك بإرسال الطلبات إلى مكتب السجل المدني بالمركز.

### السعودية
يطلق عليه السعودية «مكتب الأحوال المدنية»،.

### المغرب
في المغرب يطلق عليه «مكتب الحالة المدنية»